# Jurema (Pernambuco)
Jurema es un municipio brasileño del Estado de Pernambuco. Tiene una población estimada al 2020 de 15 431 habitantes.

## Historia
En el año de 1840, Pedro José de Araújo, huyendo de la sequía llegó a la localidad desde  Piancó (Paraíba), y se encantó con la sombra frondosa de los jurema. Fascinado con el paisaje, estableció allí su residencia y construyó una capilla dedicada nuestra Señora de la Inmaculada Concepción, atrayendo a la localidad más personas de Piancó e inmigrantes de otras regiones.
Se organizó entonces la población con el nombre de Jurema, nombrada así por el árbol Jurema. En 1928 fue elevada a la categoría de ciudad.
Administrativamente, el municipio es formado por los distritos sede y Santo Antônio das Queimadas.
Anualmente, el día 11 de septiembre Jurema conmemora su emancipación.

## Geografía
El municipio se encuentra en la Meseta de Borborema, presentando relieve suave y ondulado.